# 三略
《三略》又称《黄石公三略》，是中国古代的一本著名兵书。

## 题解
《黄石公三略》原名《黄石公记》。旧题黄石公撰。学者一般认为此书是后人托名伪作，其真实作者已不可考，认为大约成书于西汉末年。

## 评价
此书侧重于从政治策略上阐明治国用兵的道理，不同于其他兵书。它是一部糅合了诸子各家的某些思想，专论战略的兵书。南宋晁公武称其：“论用兵机之妙、严明之决，军可以死易生，国可以存易亡。”北宋神宗元丰年间被列《武经七书》之一。

## 版本
- 南宋孝宗、光宗年间刻《武经七书》本
- 《续古逸丛书》影宋《武经七书》本
- 1935年中华学艺社影宋刻《武经七书》本
- 丁氏八千卷楼藏刘寅《武经七书直解》影印本

## 体例
共分上略、中略、下略3卷，共3800余字。